# Островки (Могилёвская область)
Остро́вки́ (бел. Астроўкі, бел. Астраўкі) — деревня в составе Дричинского сельсовета Осиповичского района Могилёвской области Белоруссии.

## Этимология
В основе названия лежит слово «остров» широкого значения.

## Географическое положение
Расположена в 40 км на юго-запад от Осиповичей и в 19 км от ж/д станции Фаличи, в 173 км от Могилёва. С севера и востока к деревне примыкает лес, с юга — река Птичь. Планировку деревни составляют обособленно расположенные деревянные дома.

## История
Деревня была основана в 1920-е годы жителями из соседних деревень, которые в 1930-е годы уже вступили в местный колхоз. В 1940 году в деревни насчитывались 122 жителя и 41 двор.
Во время Великой Отечественной войны Островки были оккупированы немецко-фашистскими войсками с конца июня 1941 года по 29 июня 1944 года; были убиты оккупантами трое жителей. На фронте погибло 11 жителей.

## Население
- 1940 год — 122 человека, 41 хозяйство[4]
- 2002 год — 18 человек, 16 хозяйств[4]
- 2007 год — 12 человек, 12 хозяйств[1]

## Комментарии
1. ↑  Название и варианты ударения даны по: Назвы населеных пунктаў Рэспублікі Беларусь: Магілёўская вобласць: нарматыўны даведнік / І. А. Гапоненка і інш.; пад рэд. В. П. Лемцюговай. — Минск: Тэхналогія, 2007. — С. 62. — 406 с. — ISBN 978-985-458-159-0..